# F.L.Y.
I F.L.Y. sono stati un gruppo musicale lettone formato nel 2002 da Mārtiņš Freimanis, Lauris Reiniks e Yana Kay e attivo fino al 2005.
Hanno rappresentato la Lettonia all'Eurovision Song Contest 2003 con il brano Hello from Mars.

## Carriera
Mārtiņš Freimanis, Lauris Reiniks e Yana Kay, che avevano già partecipato come solisti alle selezioni eurovisive per la Lettonia a partire dal 2000, hanno deciso di creare un complesso alla fine del 2002. I F.L.Y. si sono quindi formati ad hoc per partecipare ad Eirodziesma 2003, il processo di selezione del rappresentante lettone per l'Eurovision Song Contest 2003. Nella finale del 1º febbraio sono stati decretati vincitori dal televoto. All'Eurovision, che si è tenuto il successivo 24 maggio a Riga, hanno cantato il loro singolo di debutto Hello from Mars e si sono classificati al 24º posto su 26 partecipanti con 5 punti totalizzati, tutti provenienti dal televoto estone, nonostante fossero fra i favoriti a vincere. Dopo il contest hanno pubblicato il loro primo e unico album, Never Look Back. Il gruppo si è sciolto nel 2005. Il 27 gennaio 2011 Mārtiņš Freimanis è venuto a mancare in seguito a delle complicazioni date dall'influenzavirus A.

## Discografia

### Album
- 2003 – Never Look Back

### Singoli
- 2003 – Hello from Mars